# Olăreni
Olăreni – wieś w Rumunii, w okręgu Vrancea, w gminie Slobozia Bradului. W 2011 roku liczyła 71
mieszkańców